# Patrick Dunbar, VIII conte di March

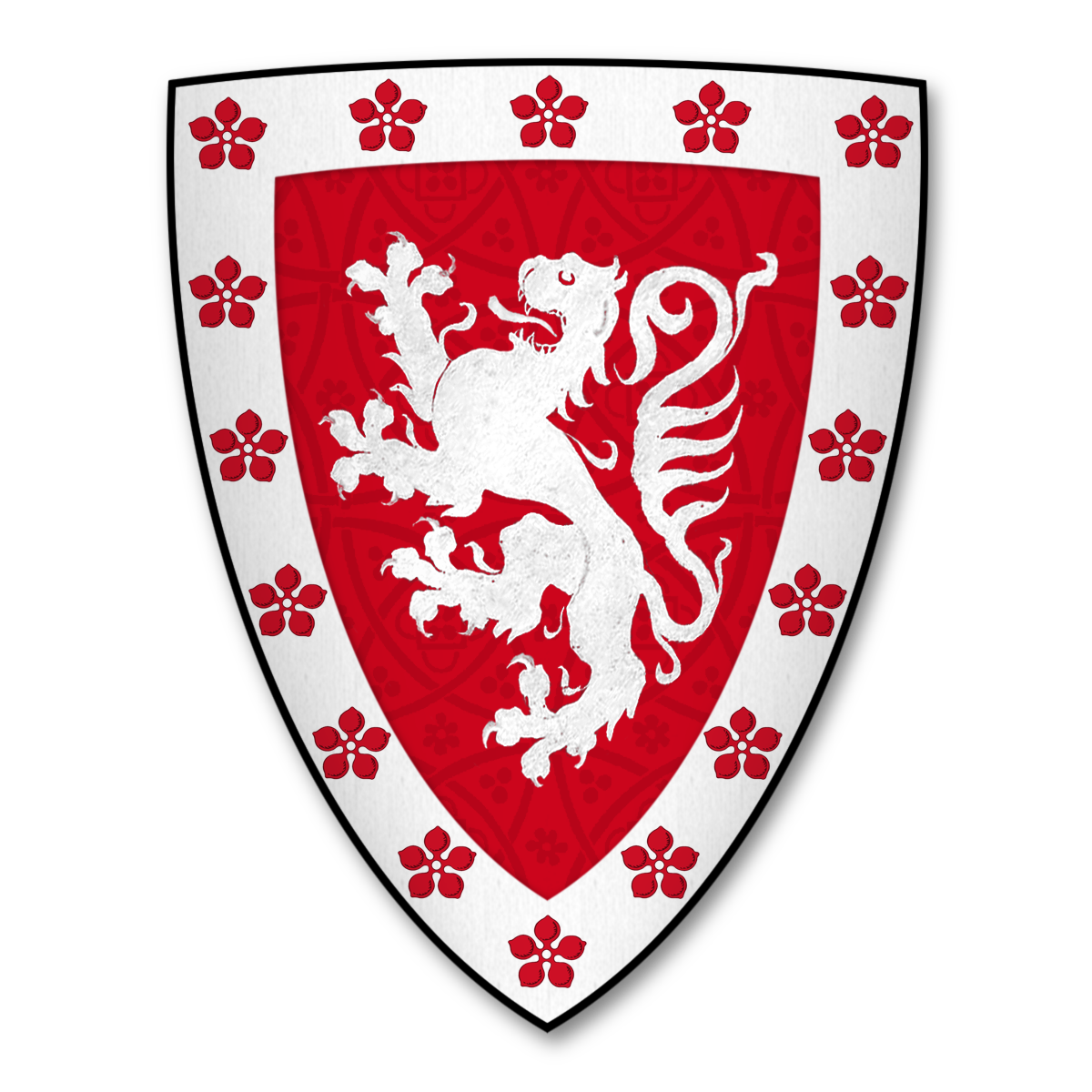
Blasone di Patrick Dunbar, VIII conte di March.

Patrick Dunbar, VIII conte di March, anche noto come Dunbar dalla Barba Nera (1242 – 10 ottobre 1308), è stato un nobile scozzese, pretendente al trono di Scozia durante la contesa nota come Grande causa.

## Biografia

### Origini e controversia sul titolo
Era figlio di Patrick Dunbar, VII conte di March e di Cecilia ingen Eoin o McJohn. Nel 1281 fu tra i testimoni del matrimonio tra la principessa Margherita di Scozia e re Eirik II di Norvegia, mentre nel 1286 prese parte al patto di Turnberry in quanto alleato col clan Bruce.
Nel 1289, alla morte del padre, assunse il titolo di conte di Dunbar, ma lo sostituì quasi subito e fu il primo della sua linea a dichiararsi ufficialmente conte di March. L'esatto nominativo del titolo è infatti sempre stato incerto: all'inizio, con i conti Gospatric II e Gospatric III (imparentati con la casata regnante), la contea era quella del Lothian, e di conseguenza anche il titolo; in seguito, a partire dal figlio di Gospatric III, Waltheof, il titolo cominciò a fare riferimento non più all'intera regione, ma alla sola città di Dunbar, suo principale feudo. La famiglia comitale finì tuttavia per assumere lo stesso cognome, e per fare distinzione Patrick Dunbar fece assumere al titolo il nome di March (da "marca di confine").

### Pretendente al trono
Quando il casato dei Dunkeld si estinse nel 1290 Patrick Dunbar, nonostante l'alleanza coi Bruce, fu tra coloro che si presentarono come pretendenti al trono scozzese: il suo bisnonno, Patrick, V conte di March, aveva infatti sposato Ada, una figlia illegittima di Guglielmo I di Scozia, elevando così il rango della propria famiglia.
Il suo reclamo tuttavia era abbastanza debole, in quanto appunto discendente illegittimo. Dunbar, dopo essere comparso per secondo di fronte ad Edoardo I d'Inghilterra (giudice dell'arbitrato), finì col ritirarsi dalla contesa, e in seguito ad essere proclamato nuovo re di Scozia fu John Balliol.

### La guerra d'indipendenza scozzese
Dunbar, come tanti altri nobili scozzesi, cercava di destreggiarsi tra il debole re scozzese Giovanni e il forte re inglese Edoardo, e più volte quest'ultimo sequestrò i suoi possedimenti in Inghilterra a causa dei suoi tentennamenti. Alla fine comunque, una volta scoppiata la prima guerra d'indipendenza scozzese, finì col giurare fedeltà ad Edoardo nel 1296.
La moglie di Dunbar, Marjory Comyn, rimase invece fedele alla Scozia, e accolse nel castello di Dunbar numerosi nobili della fazione anti-inglese. Edoardo I allora mise sotto assedio il castello, costringendo la moglie di Dunbar e i suoi compagni a chiedere aiuto a re Giovanni. I rinforzi scozzesi si scontrarono con gli assedianti inglesi nella battaglia di Dunbar, che persero disastrosamente. Marjory Comyn e i compagni, testimoni della sconfitta scozzese, furono costretti alla resa e giurarono di nuovo fedeltà ad Edoardo. Dunbar stesso comparve poco dopo alla corte inglese, ricevendo da Edoardo la nomina a governatore di Berwick-upon-Tweed prima, e dell'intera Scozia meridionale poi.
Col passare degli anni la sua fedeltà ad Edoardo venne di nuovo meno, tanto che nel 1305 non rispose ad una sua chiamata diretta e venne per questo sostituito da John de Menteith. Tuttavia non prese mai di nuovo le armi contro gli inglesi, nemmeno quando Roberto I di Scozia insorse l'anno successivo. Pare che Dunbar rimanesse fedele al nuovo re Edoardo II d'Inghilterra, morendo comunque poco dopo, alla fine del 1308.

## Discendenza
Si sposò all'incirca nel 1282 con Marjory Comyn, e da lei ebbe tre figli:
- Patrick Dunbar, IX conte di March (1285-1368), che successe al padre;
- Alexander Dunbar, padre di George Dunbar, X conte di March, successore dello zio;
- George Dunbar.

## Ascendenza
|                                     |   |                                         | Genitori                              |  |  | Nonni |  |  | Bisnonni                  |  |  | Trisnonni                   |  |
|                                     |   |                                         |                                       |  |  |       |  |  | Patrick, V conte di March |  |  | Waltheof, IV conte di March |  |
|                                     |   |                                         |                                       |  |  |       |  |  | Patrick, V conte di March |  |  | Waltheof, IV conte di March |  |
|                                     |   | Aline                                   |                                       |  |  |       |  |  | Patrick, V conte di March |  |  |                             |  |
| Patrick Dunbar, VI conte di March   |   |                                         |                                       |  |  |       |  |  | Patrick, V conte di March |  |  |                             |  |
|                                     |   | Ada di Scozia                           | Guglielmo I di Scozia                 |  |  |       |  |  |                           |  |  |                             |  |
|                                     |   | Ada di Scozia                           | Guglielmo I di Scozia                 |  |  |       |  |  |                           |  |  |                             |  |
|                                     |   | Ada di Scozia                           | amante                                |  |  |       |  |  |                           |  |  |                             |  |
| Patrick Dunbar, VII conte di March  |   | Ada di Scozia                           |                                       |  |  |       |  |  |                           |  |  |                             |  |
|                                     |   | William Bruce, III Signore di Annandale | Robert Bruce, II Signore di Annandale |  |  |       |  |  |                           |  |  |                             |  |
|                                     |   | William Bruce, III Signore di Annandale | Robert Bruce, II Signore di Annandale |  |  |       |  |  |                           |  |  |                             |  |
|                                     |   | William Bruce, III Signore di Annandale | Eufemia                               |  |  |       |  |  |                           |  |  |                             |  |
| Eufemia Bruce                       |   | William Bruce, III Signore di Annandale |                                       |  |  |       |  |  |                           |  |  |                             |  |
|                                     |   | Christina                               | …                                     |  |  |       |  |  |                           |  |  |                             |  |
|                                     |   | Christina                               | …                                     |  |  |       |  |  |                           |  |  |                             |  |
|                                     |   | Christina                               | …                                     |  |  |       |  |  |                           |  |  |                             |  |
| Patrick Dunbar, VIII conte di March |   | Christina                               |                                       |  |  |       |  |  |                           |  |  |                             |  |
|                                     | … | …                                       |                                       |  |  |       |  |  |                           |  |  |                             |  |
|                                     | … | …                                       |                                       |  |  |       |  |  |                           |  |  |                             |  |
|                                     | … | …                                       |                                       |  |  |       |  |  |                           |  |  |                             |  |
| John                                | … |                                         |                                       |  |  |       |  |  |                           |  |  |                             |  |
|                                     |   | …                                       | …                                     |  |  |       |  |  |                           |  |  |                             |  |
|                                     |   | …                                       | …                                     |  |  |       |  |  |                           |  |  |                             |  |
|                                     |   | …                                       | …                                     |  |  |       |  |  |                           |  |  |                             |  |
| Cecilia McJohn                      |   | …                                       |                                       |  |  |       |  |  |                           |  |  |                             |  |
|                                     |   | …                                       | …                                     |  |  |       |  |  |                           |  |  |                             |  |
|                                     |   | …                                       | …                                     |  |  |       |  |  |                           |  |  |                             |  |
|                                     |   | …                                       | …                                     |  |  |       |  |  |                           |  |  |                             |  |
| …                                   |   | …                                       |                                       |  |  |       |  |  |                           |  |  |                             |  |
|                                     |   | …                                       | …                                     |  |  |       |  |  |                           |  |  |                             |  |
|                                     |   | …                                       | …                                     |  |  |       |  |  |                           |  |  |                             |  |
|                                     |   | …                                       | …                                     |  |  |       |  |  |                           |  |  |                             |  |
|                                     |   | …                                       |                                       |  |  |       |  |  |                           |  |  |                             |  |